# Maurice Onderet
Maurice Joseph Onderet (* 13. Januar 1899 in Mons, Wallonien; † 21. August 1982 in Charleroi, Wallonien) war ein belgischer Geiger und Musikpädagoge.

## Leben
Onderet erhielt seine erste musikalische Ausbildung von seinem Vater und erhielt 1915 ein Diplom im Fach Violine am Konservatorium seiner Heimatstadt. Ab 1918 besuchte er am Königlichen Konservatorium Brüssel die Violinklasse von Alfred Marchot und gewann dort 1923 den Adolphe-Canler-Preis. Darauf unterrichtete er bis 1927 am Konservatorium von La Louvière.
1927 reiste Onderet nach Kanada, um am McGill Conservatory zu unterrichten, dessen Streichquartett er ab etwa 1930 angehörte. Von 1930 bis 1941 war er Konzertmeister des Montreal Orchestra und spielte als Solist die Violinkonzerte von Johann Sebastian Bach, Johannes Brahms, Felix Mendelssohn Bartholdy und Henri Vieuxtemps. Bei den Promenade Symphony Concerts in Toronto spielte er 1937 die kanadische Erstaufführung des Violinkonzerts von Jean Sibelius. Von 1941 bis 1945 war er Konzertmeister des Montreal Symphony Orchestra und der Little Symphony of Montreal und gab zahlreiche Recitals im Radioprogramm der CBC. Von 1943 bis 1946 unterrichtete er am Conservatoire de musique du Québec und spielte Geige im Dubois String Quartet, im Montreal Trio und im Jean Lallemand Quartet.
Nach seiner Rückkehr nach Belgien 1947 unterrichtete Onderet in den Konservatorien von Mons und La Louvière und trat als Violinsolist in Belgien und Deutschland auf. 1948 erschien seine fünfbändige Méthode de violon und seine Abhandlung Le Staccato. Von 1965 bis 1971 unterrichtete er in Montreal an der École normale de musique und am Collège St-Laurent. Mit dem kanadischen Pianisten William Stevens nahm er 1969 César Francks Violinsonate ab. Ab 1971 lebte er wieder in seiner Geburtsstadt Mons.
Zu den Schülern Onderets zählen u. a. Noël Brunet, Alexander Brott, Mildred Goodman, Roméo Mastrocola, Lionel Renaud und Lucien Sicotte.